# Gruppo Gallico
Il Gruppo Gallico è un insieme di satelliti irregolari di Saturno che seguono orbite in moto progrado e molto simili tra loro. La loro distanza da Saturno varia tra 16 e 19 milioni di km, con un'inclinazione orbitale tra 35° e 40° ed un'eccentricità di circa 0,53.

Satelliti irregolari di Saturno

## Designazione
Per questo gruppo, l'Unione Astronomica Internazionale (IAU) ha riservato dei nomi tratti dalla mitologia gallica.

## Caratteristiche fisiche
La similarità tra le orbite di questi oggetti hanno suggerito agli scopritori l'ipotesi che questo gruppo si possa essere formato dalla distruzione di un corpo più grande.
Il diagramma mostra il gruppo gallico in relazione agli altri satelliti irregolari di Saturno. L'eccentricità delle orbite è rappresentata dai segmenti gialli (che si estendono dal perielio all'afelio) con l'inclinazione rappresentata sull'asse Y.

## Componenti del gruppo
I membri di questo gruppo sono (in ordine crescente di distanza da Saturno):
- Albiorix
- Bebhionn
- Erriapo
- Tarvos

In seguito venne scoperto che il gruppo è anche composto da oggetti fisicamente omogenei: tutti i satelliti mostrano un colore rossastro (indice di colore B − V = 0,91 e V − R = 0,48)
e simili indici infrarossi.
Osservazioni recenti hanno rivelato che il membro più grande del gruppo, Albiorix possiede due colori diversi: uno compatibile con quello di Erriapo e Tarvos, mentre l'altro colore è diverso e un po' meno rosso. Si suppone che Tarvos e Erriapo possano essere in realtà frammenti di Albiorix provocati da uno scontro che avrebbe lasciato un cratere di colore meno rosso.
Un tale impatto avrebbe richiesto la collisione di un corpo con diametro superiore ad 1 km e una velocità relativa di 5 km/s, provocando un grande cratere con un raggio di 12 km. Molti grandi crateri sono stati osservati su Febe, e costituiscono una prova che tali collisioni sono effettivamente avvenute in passato nel sistema di Saturno.